# بنديزة (غودرزي)
بندیزة (بالفارسية: بندیزه) هي مستوطنة تقع في إيران في قسم غودرزي الريفي. يقدر عدد سكانها بـ 1,074 نسمة .